# Anthony Ribelin
Anthony Ribelin, né le 8 avril 1996 à Nîmes en France, est un footballeur français qui évolue actuellement au poste d'arrière droit au Mans FC.

## Biographie
Né à Nîmes, Ribelin commence à jouer au football dès l'âge de cinq ans, d'abord avec le club local du Gallia C. Gallarguois, puis formé au Montpellier HSC. Dès l'âge de 17 ans, il évolue avec l'équipe B du Championnat de France de football de National 3. Il signe son premier contrat professionnel à l'âge de 18 ans et fait ses débuts avec l'équipe première lors du match de Ligue 1 contre Bordeaux le 9 août 2014,.
Un changement d'entraîneur le conduit à quitter Montpellier et à signer un contrat de trois ans avec Rennes en juin 2016. Il joue deux matchs avec l'équipe B de Rennes, mais ne réussit pas à percer en équipe première. En conséquence, en janvier 2017, il est prêté au Paris FC pour le reste de la saison 2017-2018,. En janvier 2018, il est à nouveau prêté à L'Entente SSG.
Après avoir quitté Rennes dans sa dernière année de contrat, il passe la saison 2018-2019 en National 2 avec l'US Marseille Endoume avant de rejoindre le Football Bourg-en-Bresse Péronnas 01 en juillet 2019. Il rejoint ensuite durant l'été 2023 le club du Mans FC.